# 강석 (가수)
강석( 2001년 12월 14일 ~ )은 대한민국의 트로트 가수이다.
박서진 “밀어밀어” 를 작곡하신 최준원 작곡가님의 곡 “사랑은 이판사판”으로 활동중이며, TV조선 사랑의콜센타 프로그램에 출연하였으며 최근에는 KBS 황금연못에 게스트로 출연중이다

## 출생
2001년 12월 14일 강원도 강릉에서 태어났다.

## 앨범
- 1집 -《봄바람아》- 2014년 발매
- 2집 -《사랑은 이판사판》- 2017년 발매

## 학력
- 리라아트고등학교 실음과 졸업
- 인덕대학교 방송연예과 재학

## 활동
- 사랑의 콜센타 무친소 특집 출연
- 아침마당 출연

1. ↑  정동원, 귀여운 셀카로 팬심 저격 "강석이형 많이 응원해 주세요" - 헤럴드 POP(2022년 4월 19일 확인)